# ناپلی‌ها در میلان
ناپلی‌ها در میلان (ایتالیایی: Napoletani a Milano) یک فیلم کمدی ایتالیایی به کارگردانی ادواردو د فیلیپو است که در سال ۱۹۵۳ منتشر شد. از بازیگران آن می‌توان به فرانک لاتیمور، ادواردو د فیلیپو، آنا-ماریا فررو، لائورا گره، نینو وینجلی، تئا پراندی و میکله مالاسپینا اشاره کرد.
این فیلم در بخش مسابقه چهاردهمین جشنواره بین‌المللی فیلم ونیز شرکت کرد. در سال ۲۰۰۸، این اثر در فهرست «۱۰۰ فیلم به‌یادماندنی سینمای ایتالیا» قرار گرفت؛ فهرستی تهیه‌شده توسط وزارت میراث فرهنگی ایتالیا شامل ۱۰۰ فیلمی که «میان سال‌های ۱۹۴۲ تا ۱۹۷۸ حافظه جمعی کشور را دگرگون کرده‌اند.»